# Ossaea shaferi
Ossaea shaferi är en tvåhjärtbladig växtart som beskrevs av Nathaniel Lord Britton och Percy Wilson. Ossaea shaferi ingår i släktet Ossaea och familjen Melastomataceae. Inga underarter finns listade i Catalogue of Life.